# Shi Xin
Shi Xin –en chino, 史欣– (13 de enero de 1987) es una deportista china que compitió en natación sincronizada. Ganó una medalla de plata en el Campeonato Mundial de Natación de 2009, en la prueba combinación libre.

## Palmarés internacional
| Campeonato Mundial | Campeonato Mundial | Campeonato Mundial | Campeonato Mundial |
| Año                | Lugar              | Medalla            | Prueba             |
| ------------------ | ------------------ | ------------------ | ------------------ |
| 2009               | Roma (Italia)      | Medalla de plata   | Combinación libre  |